# 김그림
김그림(1987년 3월 1일 ~ )은 대한민국의 가수이다. 2010년 엠넷 슈퍼스타K 2의 TOP 11 중 한명이었다. 고려대학교 세종캠퍼스 영어영문학과를 졸업했다. 2011년 2월 넥스타엔터테인먼트와 전속계약을 체결했다.

## 생애

### 슈퍼스타K 2
2010년에 김그림은 슈퍼스타K 2에 참여하며 알려졌다. 당시 대전지역 예선 슈퍼위크에 참여하게 되었으며, 150여명이 참여한 2박 3일의 슈퍼위크에서 살아남아 최종 Top11에 뽑히게 되었다. 그리고 2010년 9월 17일, Top11의 첫 생방송 무대를 가졌다. 첫 미션은 리메이크 미션이었는데, 김그림은 1960년대 가수 최희준의 '하숙생'을 보사노바 스타일로 리메이크를 하였다. 과정에서 슈퍼스타K에 참여한 멤버들과 불화가 있었다. 이 무대에서 김그림은 이승철 심사위원에게 85점, 엄정화 심사위원에게 78점, 그리고 윤종신 심사위원에게 90점을 받았지만 저조한 투표 순위로 인하여 첫 생방송 무대를 마지막으로 Top8 진입에는 실패했다.

### 정식 데뷔
이후 2011년 4월, 디지털 싱글 <FLY HIGH>를 발표했다. 4월 6일 공개된 데뷔곡 '너밖엔 없더라'는 브리티쉬 락사운드에 깔끔하고 세련된 멜로디라인이 돋보이는 노래로 김그림의 감성적 보이스가 매력적으로 들리는 것이 포인트이다. '너밖엔 없더라'는 공개 이후 각종 음원 사이트에서 실시간 1위를 차지하는 등 인기를 끌었고, 선배가수 박혜경과 함께한 '오케이(Okay)' 역시 10위를 차지했다. 이뿐만이 아니라 네이트 모바일웹 및 SKT, KT, LGU+ 등 3개의 통신사 통화연결음 인기순위에서 모두 1위에 오르기도 하였다.

## 음반 목록
- 싱글

| 발매일           | 앨범명                     | 수록곡                                                           |
| ---------------- | -------------------------- | ---------------------------------------------------------------- |
| 2011년 4월 6일   | 《Fly High》               | 1. 너밖에 없더라 2. Okay(Feat. 박혜경)                           |
| 2012년 2월 17일  | 〈너에게〉                 | 1. 너에게 (Original Ver.) 2. 너에게 (Orchestra Ver.)             |
| 2012년 10월 19일 | 〈연애〉                   | 1. 연애 (Love Song) 2. 연애 (Love Song) (Inst.)                  |
| 2013년 7월 31일  | 〈우리만 있어〉            | 1. 우리만 있어 (Feat. 지환 of 투빅, 칸토) 2. 우리만 있어 (Inst.) |
| 2013년 10월 16일 | 〈사랑이란게 뭐 이래요〉   | 1. 사랑이란게 뭐 이래요 2. 사랑이란게 뭐 이래요 (Inst.)          |
| 2013년 12월 18일 | 《CS NUMBERS VOL.3》       | 1. 눈물 방울 2. 눈물 방울 (Inst.)                                |
| 2014년 3월 4일   | 〈언제나 봄날〉            | 1. 언제나 봄날 (Feat.EB) 2. 언제나 봄날 (Inst.)                  |
| 2014년 5월 23일  | 〈밀어서 잠금해제〉        | 1. 밀어서 잠금해제 2. 밀어서 잠금해제 (Inst.)                    |
| 2014년 8월 6일   | 〈여름밤에〉               | 1. 여름밤에 2. 여름밤에 (Inst.)                                  |
| 2014년 9월 23일  | 〈No Tabacco with 방승호〉 | 1. No Tabacco with 방승호 2. No Tabacco (Inst.)                  |
| 2014년 10월 28일 | 〈사랑 내 사랑〉           | 1. 사랑 내 사랑 with 백청강 2. 사랑 내 사랑 (Inst.)              |
| 2014년 12월 17일 | 〈힘이 돼줄게〉            | 1. 힘이 돼줄게(My Angel) 2. 힘이 돼줄게(My Angel)(Inst.)         |
| 2015년 1월 27일  | 〈내꺼 해요〉              | 1. 내꺼 해요 2. 내꺼 해요 (Inst.)                                |
| 2015년 8월 6일   | 〈연애의 이유〉            | 1. 연애의 이유 2. 연애의 이유 (Inst.)                            |
| 2015년 9월 25일  | 〈가을이 분다〉            | 1. 가을이 분다 2. 가을이 분다 (Inst.)                            |
| 2015년 12월 29일 | 〈Butterfly〉              | 1. Butterfly 2. Butterfly (Inst.)                                |
| 2018년 5월 16일  | 《Myself?》                | 1. 어떤그림 2. 어떤그림 (Inst.)                                  |
| 2018년 8월 11일  | 《Foolish Game》           | 1. 사람이 웃긴게 2. 사람이 웃긴게 (Inst.)                        |
| 2018년 11월 17일 | 〈그거면됐죠〉             | 1. 그거면됐죠 2. 그거면됐죠 (Inst.)                              |
| 2019년 1월 25일  | 〈Still with you〉         | 1. Still with you 2. Still with you (Inst.)                      |
| 2019년 9월 15일  | 〈그게 다 너라서〉         | 1. 그게 다 너라서 2. 그게 다 너라서 (Inst.)                      |
| 2020년 3월 27일  | 〈Hey〉                    | 1. Hey 2. Hey (Inst.)                                            |
| 2020년 8월 23일  | 〈좋아한다 말할까〉        | 1. 좋아한다 말할까 2. 좋아한다 말할까 (Inst.)                    |
| 2020년 12월 27일 | 〈너를 안을게〉            | 1. 너를 안을게 2. 너를 안을게 (Inst.)                            |
| 2021년 3월 29일  | 〈You make me feel〉       | 1. You make me feel 2. You make me feel (Inst.)                  |

해당 음반들 가운데 FLY HIGH는 첫 번째로 발표한 김그림의 '팝 락'장르의 디지털 싱글앨범이다. 작곡가 조영수와 작사가 강은경이 함께 작업한 곡이다.
 또 다른 수록곡 < Okay>는 박혜경이 피처링으로 참여한 곡으로, 이 곡 역시 업템포 브리티쉬 락 곡이다.
- OST

| 발매일           | 앨범명                              | 수록곡                                         |
| ---------------- | ----------------------------------- | ---------------------------------------------- |
| 2011년 6월 30일  | 《로맨스 타운 OST part 5》          | 1. 잘될거야 2. 잘될거야(Inst.)                 |
| 2011년 9월 14일  | 《지고는 못살아 OST part 4》        | 1. 어디까지 온 거니 2. 어디까지 온 거니(Inst.) |
| 2013년 1월 2일   | 《전우치 OST part 3》               | 1. 꿈인가요 2. 꿈인가요(Inst.)                 |
| 2014년 9월 5일   | 《왔다! 장보리 OST part 8》         | 1. 그냥 좋은 사람 2. 그냥 좋은 사람(Inst.)     |
| 2017년 1월 3일   | 《다시, 첫사랑 OST part 1》         | 1. I DO 2. I DO(Inst.)                         |
| 2017년 6월 28일  | 《군주 - 가면의 주인 OST part 13》  | 1. 단 한사람 2. 단 한사람(Inst.)               |
| 2018년 12월 17일 | 《일단 뜨겁게 청소하라 OST part 4》 | 1. 좀 더 잘래요 2. 좀 더 잘래요 (Inst.)        |
| 2019년 2월 11일  | 《비켜라 운명아 OST part 4》        | 1. My Love 2. My Love (Inst.)                  |
| 2019년 4월 23일  | 《2019 회사 가기 싫어 OST part 1》  | 1. 일상 2. 일상 (Inst.)                        |
| 2019년 5월 27일  | 《국민 여러분! - OST part 9》       | 1. You 2. You (Inst.)                          |

김그림은 KBS2 수목드라마 《로맨스 타운》에 삽입된 곡 '잘될 거야`라는 곡에 참여했으며, 작곡가 조영수와 오성훈과 함께 작업한 MBC 수목 미니시리즈 《지고는 못살아》에 삽입된 '어디까지 온거니'라는 곡에도 참여했다.
- 프로젝트 앨범

| 발매일          | 앨범명       | 수록곡                         |
| --------------- | ------------ | ------------------------------ |
| 2011년 11월 9일 | 〈미워미워〉 | 1. 미워미워 2. 미워미워(Inst.) |

'미워 미워'는 프로젝트 그룹 '우먼파워'를 통하여 선보인 곡이다. 우먼파워는 같은 소속사의 아티스트인 숙희와 슈퍼스타K 2의 Top11 멤버인 이보람과 함께 결성한 프로젝트 그룹으로 프로듀서 겸 작곡가 조영수가 프로듀싱하였다.
- 피처링

| 발매일          | 앨범명                         | 수록곡                          |
| --------------- | ------------------------------ | ------------------------------- |
| 2011년 8월 29일 | 《2011 月刊 尹鍾信 September》 | 1. 니 생각(Feat.김그림, 신치림) |

'니 생각'은 윤종신이 매월 발표하고 있는 '월간 윤종신'의 9월호에 실린 곡이다. 작사 작곡에는 윤종신이, 편곡과 기타연주에는 신치림이, 객원 보컬에는 김그림이 참여한 곡이다. 이 후 슈퍼스타k 3에서 투개월이 불러 다시 인기를 얻은 곡이기도 하다.

## 참여 공연
- 스티브 바라캇 화이트 콘서트 (2011)

2011년 3월 13일 서울 예술의 전당 콘서트홀에서 열린 뉴에이지 뮤지션 스티브 브라캇의 내한공연에서 '슈퍼스타K 2'에 함께 출연했던 존 박과 함께 무대에 섰으며 스티브 바라캇과 듀엣곡을 선보였다.

## 사진

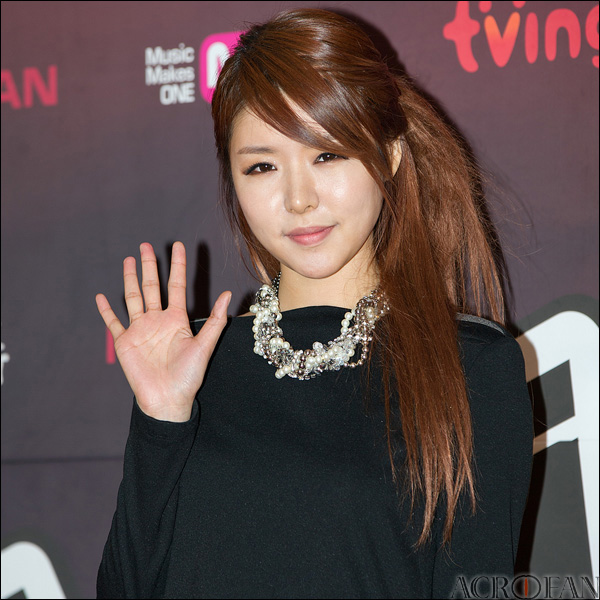
보이스코리아 제작 발표 및 시사회에서의 김그림